# Coupe d'Europe des nations d'athlétisme 1981
Navigation
CE des nations 1979 CE des nations 1983
La 8e coupe d'Europe des nations d'athlétisme se déroule les 15 et 16 août 1981 à Zagreb en Yougoslavie, au Stade Maksimir.
L'Allemagne de l'Est s'impose dans les 2 épreuves, masculine et féminine.

## Classements
| Place | Pays                 | Points |
| ----- | -------------------- | ------ |
| 1     | Allemagne de l'Est   | 128    |
| 2     | Union soviétique     | 124,5  |
| 3     | Royaume-Uni          | 106,5  |
| 4     | Allemagne de l'Ouest | 97     |
| 5     | Italie               | 75     |
| 6     | Pologne              | 74     |
| 7     | France               | 71     |
| 8     | Yougoslavie          | 41     |

| Place | Pays                 | Points |
| ----- | -------------------- | ------ |
| 1     | Allemagne de l'Est   | 108,5  |
| 2     | Union soviétique     | 97     |
| 3     | Allemagne de l'Ouest | 74     |
|       | Royaume-Uni          | 74     |
| 5     | Bulgarie             | 72     |
| 6     | Pologne              | 53,5   |
| 7     | Hongrie              | 41     |
| 8     | Yougoslavie          | 20     |

## Résultats

### Hommes
| 100 m (vent : - 0,9 m/s) | Allan Wells 10 s 17                                                                  | Frank Emmelmann 10 s 21                                                                         | Hermann Panzo 10 s 29                                                            |
| 200 m (vent : 0,3 m/s) | Frank Emmelmann 20 s 33 (CR)                                                         | Allan Wells 20 s 35                                                                             | Patrick Barré 20 s 60                                                            |
| 400 m | Hartmut Weber 45 s 32                                                                | Mauro Zuliani 45 s 35                                                                           | Andreas Knebel 45 s 76                                                           |
| 800 m | Sebastian Coe 1 min 47 s 03                                                          | Willi Wülbeck 1 min 47 s 72                                                                     | Olaf Beyer 1 min 47 s 73                                                         |
| 1 500 m | Olaf Beyer 3 min 43 s 52                                                             | Nikolay Kirov 3 min 43 s 68                                                                     | Steve Cram 3 min 43 s 72                                                         |
| 5 000 m | Dave Moorcroft 13 min 43 s 18                                                        | Valeriy Abramov 13 min 43 s 69                                                                  | Hansjörg Kunze 13 min 43 s 72                                                    |
| 10 000 m | Werner Schildhauer 28 min 45 s 89                                                    | Julian Goater 28 min 55 s 04                                                                    | Karl Fleschen 28 min 57 s 74                                                     |
| 3 000 m steeple | Mariano Scartezzini 8 min 13 s 32 (CR)                                               | Boguslaw Maminski 8 min 17 s 23                                                                 | Patriz Ilg 8 min 21 s 13                                                         |
| 110 m haies (vent : - 0,6 m/s) | Mark Holtom 13 s 79                                                                  | Andreas Schlisske 13 s 85                                                                       | Romuald Giegiel 13 s 88                                                          |
| 400 m haies | Volker Beck 48 s 94                                                                  | Harald Schmid 49 s 12                                                                           | Dmitriy Shkarupin 49 s 71                                                        |
| 4 × 100 m | Pologne Krzysztof Zwoliński Zenon Licznerski Leszek Dunecki Marian Woronin 38 s 66   | Union soviétique Andrey Shlyapnikov Nikolay Sidorov Aleksandr Aksinin Vladimir Muravyov 38 s 80 | France Philippe Lejoncour Bernard Petitbois Antoine Richard Herman Panzo 38 s 83 |
| 4 × 400 m | Italie Stefano Malinverni Alfonso Di Guida Roberto Ribaud Mauro Zuliani 3 min 1 s 42 | Union soviétique Pavel Roshchin Vitaliy Fedotov Viktor Burakov Viktor Markin 3 min 1 s 69       | Royaume-Uni Roy Dickens Garry Cook Steve Scutt David Jenkins 3 min 2 s 93        |
| Saut en hauteur | Valeriy Sereda 2,30 m                                                                | Gerd Nagel 2,28 m                                                                               | Massimo Di Giorgio 2,26 m                                                        |
| Saut à la perche | Jean-Michel Bellot Konstantin Volkov 5,40 m                                          |                                                                                                 | Keith Stock 5,30 m                                                               |
| Saut en longueur | Uwe Lange 7,98 m                                                                     | Shamil Abbyasov 7,93 m                                                                          | Joachim Busse 7,82 m (w)                                                         |
| Triple saut | Jaak Uudmäe 16,97 m                                                                  | Aston Moore 16,86 m                                                                             | Miloš Srejovic 16,54 m                                                           |
| Lancer du poids | Udo Beyer 21,41 m                                                                    | Yevgeniy Mironov 20,33 m                                                                        | Ralf Reichenbach 19,70 m                                                         |
| Lancer du disque | Armin Lemme 64,06 m                                                                  | Dmitriy Kovtsun 59,60 m                                                                         | Alwin Wagner 59,16 m                                                             |
| Lancer du marteau | Youri Sedykh 77,68 m                                                                 | Karl-Hans Riehm 75,86 m                                                                         | Roland Steuk 73,34 m                                                             |
| Lancer du javelot | Detlef Michel 90,86 m (CR)                                                           | Dainis Kūla 88,40 m                                                                             | Michal Waclawik 88,26 m                                                          |
| Records et Performances - AR : Record continental (area record) - CR : Record des championnats (championship record) - MR : Record du meeting (meet record) - NR : Record national (national record) - OR : Record olympique (olympic record) - PR : Record paralympique (paralympic record) - PB : Record personnel (personal best) - SB : Meilleure performance personnelle de la saison (season's best) - WL : Meilleure performance mondiale de l'année (world leader) - WJR : Record du monde junior (world junior record) - WR : Record du monde (world record) Circonstances et Conditions - DNF : N'a pas terminé (did not finish) - DNS : N'a pas pris le départ (did not start) - DQ : Disqualification (disqualification) - NM : Aucun essai valable enregistré (No Mark) - Q : Qualifié « directement » au prochain tour (ou à la prochaine compétition), lors d'une compétition majeure, grâce au classement ou à la réalisation des minima (automatic qualifier) - q : Qualifié au prochain tour (ou à la prochaine compétition), lors d'une compétition majeure, grâce au repêchage ou à la réalisation de l'une des meilleures performances parmi celles des « non qualifiés directement » (grâce au meilleur temps ou à la meilleure distance par exemple) (secondary qualifier) |                                                                                      |                                                                                                 |                                                                                  |

### Femmes
| 100 m (vent : - 1,0 m/s) | Marlies Göhr 11 s 17                                                                     | Kathy Smallwood 11 s 27                                                                           | Olga Zolotaryova 11 s 36                                                                     |
| 200 m (vent : - 1,6 m/s) | Bärbel Wöckel 22 s 19                                                                    | Kathy Smallwood 22 s 65                                                                           | Natalya Bochina 23 s 08                                                                      |
| 400 m | Marita Koch 49 s 43                                                                      | Gaby Bussmann 50 s 83                                                                             | Irina Nazarova 51 s 31                                                                       |
| 800 m | Martina Steuk 1 min 57 s 16                                                              | Lyudmila Veselkova 1 min 57 s 25                                                                  | Jolanta Januchta 1 min 58 s 50                                                               |
| 1 500 m | Tamara Sorokina 4 min 1 s 37 (CR)                                                        | Ulrike Bruns 4 min 2 s 21                                                                         | Anna Bukis 4 min 4 s 38                                                                      |
| 3 000 m | Angelika Zauber 8 min 49 s 61 (CR)                                                       | Yelena Sipatova 8 min 49 s 99                                                                     | Paula Fudge 8 min 54 s 59                                                                    |
| 100 m haies (vent : - 2,4 m/s) | Tatyana Anisimova 12 s 91                                                                | Kerstin Knabe 13 s 08                                                                             | Lucyna Langer 13 s 20                                                                        |
| 400 m haies | Ellen Neumann 54 s 90                                                                    | Ana Kasteckaja 56 s 34                                                                            | Genowefa Blaszak 57 s 21                                                                     |
| 4 × 100 m | Allemagne de l'Est Annelies Walter Bärbel Wöckel Gesine Walther Marlies Göhr 42 s 53     | Royaume-Uni Wendy Hoyte Kathy Smallwood Bev Goddard Shirley Thomas 43 s 03                        | Union soviétique Olga Zolotaryeva Olga Nasonova Lyudmila Kondratyeva Natalya Bochina 43 s 26 |
| 4 × 400 m | Allemagne de l'Est Dagmar Neubauer Martina Steuk Bärbel Wöckel Marita Koch 3 min 19 s 83 | Union soviétique Natalya Alyoshina Tatyana Litvinova Irina Baskakova Irina Nazarova 3 min 24 s 85 | Royaume-Uni Linda Forsyth Michelle Scutt Verona Elder Joslyn Hoyte-Smith 3 min 27 s 27       |
| Saut en hauteur | Ulrike Meyfarth 1,94 m                                                                   | Lyudmila Zhecheva 1,92 m                                                                          | Yelena Popkova 1,86 m                                                                        |
| Saut en longueur | Sigrid Ulbricht 6,86 m                                                                   | Anna Wlodarczyk 6,66 m                                                                            | Tatyana Kolpakova 6,59 m                                                                     |
| Lancer du poids | Ilona Slupianek 21,12 m                                                                  | Verzhinia Veselinova 20,77 m                                                                      | Galina Isayeva 18,15 m                                                                       |
| Lancer du disque | Maria Petkova 69,08 m                                                                    | Galina Savinkova 68,46 m                                                                          | Evelin Jahl 67,32 m                                                                          |
| Lancer du javelot | Antoaneta Todorova 71,88 m (WR)                                                          | Tessa Sanderson 65,94 m                                                                           | Ingrid Thyssen 63,86 m                                                                       |
| Records et Performances - AR : Record continental (area record) - CR : Record des championnats (championship record) - MR : Record du meeting (meet record) - NR : Record national (national record) - OR : Record olympique (olympic record) - PR : Record paralympique (paralympic record) - PB : Record personnel (personal best) - SB : Meilleure performance personnelle de la saison (season's best) - WL : Meilleure performance mondiale de l'année (world leader) - WJR : Record du monde junior (world junior record) - WR : Record du monde (world record) Circonstances et Conditions - DNF : N'a pas terminé (did not finish) - DNS : N'a pas pris le départ (did not start) - DQ : Disqualification (disqualification) - NM : Aucun essai valable enregistré (No Mark) - Q : Qualifié « directement » au prochain tour (ou à la prochaine compétition), lors d'une compétition majeure, grâce au classement ou à la réalisation des minima (automatic qualifier) - q : Qualifié au prochain tour (ou à la prochaine compétition), lors d'une compétition majeure, grâce au repêchage ou à la réalisation de l'une des meilleures performances parmi celles des « non qualifiés directement » (grâce au meilleur temps ou à la meilleure distance par exemple) (secondary qualifier) |                                                                                          |                                                                                                   |                                                                                              |

## Finale «B»

### Messieurs
La finale « B » est disputée pour la 3e fois. Elle permet aux équipes classées 3e et 4e en demi-finales d'avoir une possibilité de qualification en finale. Elle se déroule les 1er et 2 août 1981, à Athènes. La France se qualifie pour la finale à Zagreb.
| Place | Pays            | Points |
| ----- | --------------- | ------ |
| 1     | France          | 85     |
| 2     | Hongrie         | 78,5   |
| 3     | Tchécoslovaquie | 73,5   |
| 4     | Finlande        | 70     |
| 5     | Espagne         | 62     |
| 6     | Grèce           | 48     |

### Dames
La finale « B » se déroule le 2 août 1981 à Pescara. La Pologne se qualifie pour la finale à Zagreb.
| Place | Pays            | Points |
| ----- | --------------- | ------ |
| 1     | Pologne         | 64,5   |
| 2     | Tchécoslovaquie | 60     |
| 3     | Italie          | 57     |
| 4     | Roumanie        | 55     |
| 5     | Pays-Bas        | 46     |
| 6     | Finlande        | 32,5   |

## Demi-finales

### Messieurs
Les trois demi-finales, qualificatives pour la finale (les deux premières équipes), se sont déroulées les 4 et 5 juillet 1981 à Villeneuve-d'Ascq, Helsinki et Varsovie. Les deux premières équipes sont directement qualifiées pour la finale, un rattrapage étant permis par la finale « B ».
| Place | Pays               | Points |
| ----- | ------------------ | ------ |
| 1     | Allemagne de l'Est | 143    |
| 2     | Italie             | 125    |
| 3     | France             | 109    |
| 4     | Tchécoslovaquie    | 95,5   |
| 5     | Belgique           | 80,5   |
| 6     | Pays-Bas           | 63     |
| 7     | Grèce              | 57     |
| 8     | Danemark           | 44     |

| Place | Pays             | Points |
| ----- | ---------------- | ------ |
| 1     | Royaume-Uni      | 134    |
| 2     | Union soviétique | 128    |
| 3     | Finlande         | 115,5  |
| 4     | Yougoslavie      | 88     |
| 5     | Bulgarie         | 83,5   |
| 6     | Suède            | 75     |
| 7     | Norvège          | 64     |
| 8     | Turquie          | 20     |

| Place | Pays                 | Points |
| ----- | -------------------- | ------ |
| 1     | Pologne              | 128    |
| 2     | Allemagne de l'Ouest | 127    |
| 3     | Hongrie              | 126    |
| 4     | Espagne              | 102    |
| 5     | Suisse               | 84     |
| 6     | Autriche             | 64     |
| 7     | Portugal             | 51     |
| 8     | Irlande              | 40     |

### Dames
Les trois demi-finales se sont déroulées le 5 juillet 1981 à Bodø, Édimbourg et Francfort. Les deux premières équipes sont directement qualifiées pour la finale, un rattrapage étant permis par la finale « B ».
| Place | Pays             | Points |
| ----- | ---------------- | ------ |
| 1     | Union soviétique | 107    |
| 2     | Hongrie          | 86     |
| 3     | Italie           | 80     |
| 4     | Roumanie         | 75     |
| 5     | Norvège          | 60     |
| 6     | Belgique         | 55,5   |
| 7     | Suisse           | 49,5   |
| 8     | Grèce            | 27     |

| Place | Pays        | Points |
| ----- | ----------- | ------ |
| 1     | Royaume-Uni | 111    |
| 2     | Bulgarie    | 83     |
| 3     | Pays-Bas    | 82,5   |
| 4     | Finlande    | 66,5   |
| 5     | France      | 66,5   |
| 6     | Yougoslavie | 51     |
| 7     | Espagne     | 41     |
| 8     | Danemark    | 38,5   |

| Place | Pays                 | Points |
| ----- | -------------------- | ------ |
| 1     | Allemagne de l'Est   | 112    |
| 2     | Allemagne de l'Ouest | 97     |
| 3     | Tchécoslovaquie      | 81     |
| 4     | Pologne              | 79     |
| 5     | Suède                | 66     |
| 6     | Autriche             | 43     |
| 7     | Irlande              | 38     |
| 8     | Portugal             | 24     |

## Tour préliminaire

### Messieurs
Un tour préliminaire a été nécessaire les 20 et 21 juin 1981, à Esch-sur-Alzette (Luxembourg). Les trois premières équipes sont qualifiées pour les demi-finales.
| Place | Pays       | Points |
| ----- | ---------- | ------ |
| 1     | Danemark   | 71     |
| 2     | Turquie    | 69     |
| 3     | Irlande    | 64     |
| 4     | Islande    | 58     |
| 5     | Luxembourg | 37     |

### Dames
Le tour préliminaire s'est déroulé le 20 juin 1981, à Barcelone. Les trois premières équipes sont qualifiées pour les demi-finales.
| Place | Pays     | Points |
| ----- | -------- | ------ |
| 1     | Espagne  | 44     |
| 2     | Grèce    | 44     |
| 3     | Portugal | 34     |
| 4     | Islande  | 28     |